# Römer-Keltenpfad
| Römer-Keltenpfad   | Römer-Keltenpfad        |
| ------------------ | ----------------------- |
| Römer-Keltenpfad   |                         |
| Länge              | 13,1 km                 |
| Schwierigkeitsgrad | mittel                  |
| Aufstieg           | 409 m                   |
| Abstieg            | 409 m                   |
| Dauer              | 3 bis 3,5 Std.          |
| Niedrigster Punkt  | 367 m                   |
| Höchster Punkt     | 651 m                   |
| Bundesland         | Rheinland-Pfalz         |
| Region             | Hunsrück                |
| Gemeinden          | Farschweiler, Lorscheid |

Der Römer-Keltenpfad ist ein Premiumwanderweg und eine sogenannte Traumschleife am Saar-Hunsrück-Steig im Naturpark Saar-Hunsrück. Er liegt im Landkreis Trier-Saarburg in Rheinland-Pfalz und verläuft durch die Gemarkungen von Farschweiler und Lorscheid.
Besondere Sehenswürdigkeiten am Pfad, der größtenteils durch Wiesen und Wälder führt, sind die Reste einer römischen Wasserleitung (beim Sportplatz Farschweiler), ein römischer Brunnenschacht, keltische Hügelgräber, ein frühkeltischer Hinkelstein, ein Waldlehrpfad, eine alte
Römerstraße, restaurierte Kreuzweg-Stationen, ehemalige Mühlen und Spuren von ehemaligen Köhlerstätten. Der Weg wurde vom Deutschen Wanderinstitut im Frühjahr 2013 mit 64 Erlebnis-Punkten bewertet.
Start und Ziel des Römer-Keltenpfades ist die Grillhütte Sternfeld (Gemarkung Farschweiler) bei Osburg-Sternfeld an der Landesstraße 151.
Der Weg führt zunächst am Linschköpfchen (451 Meter über NN) vorbei zum Tal des Lorscheider Baches. Dort lag die Spechtmühle und der Weg führt dann nach Lorscheid und über die Scholersmühle wieder zum Lorscheider Bach. Am Bickenbach vorbei geht es hinauf in Richtung der ehem. Schutzhütte Dreimarken (646 Meter über NN) an den Gemarkungsgrenzen von Beuren, Farschweiler und Osburg und von dort wieder zurück zur Grillhütte bei Sternfeld.

## Bilder

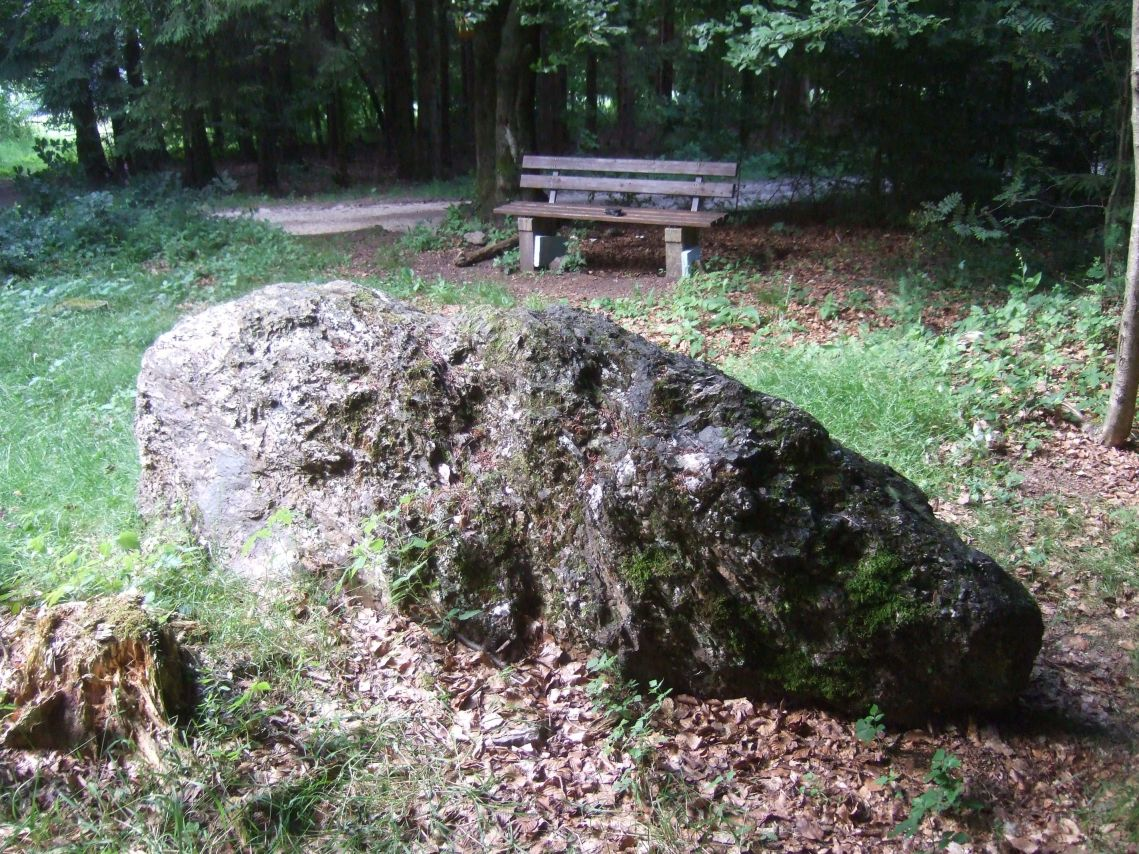
Hinkelstein
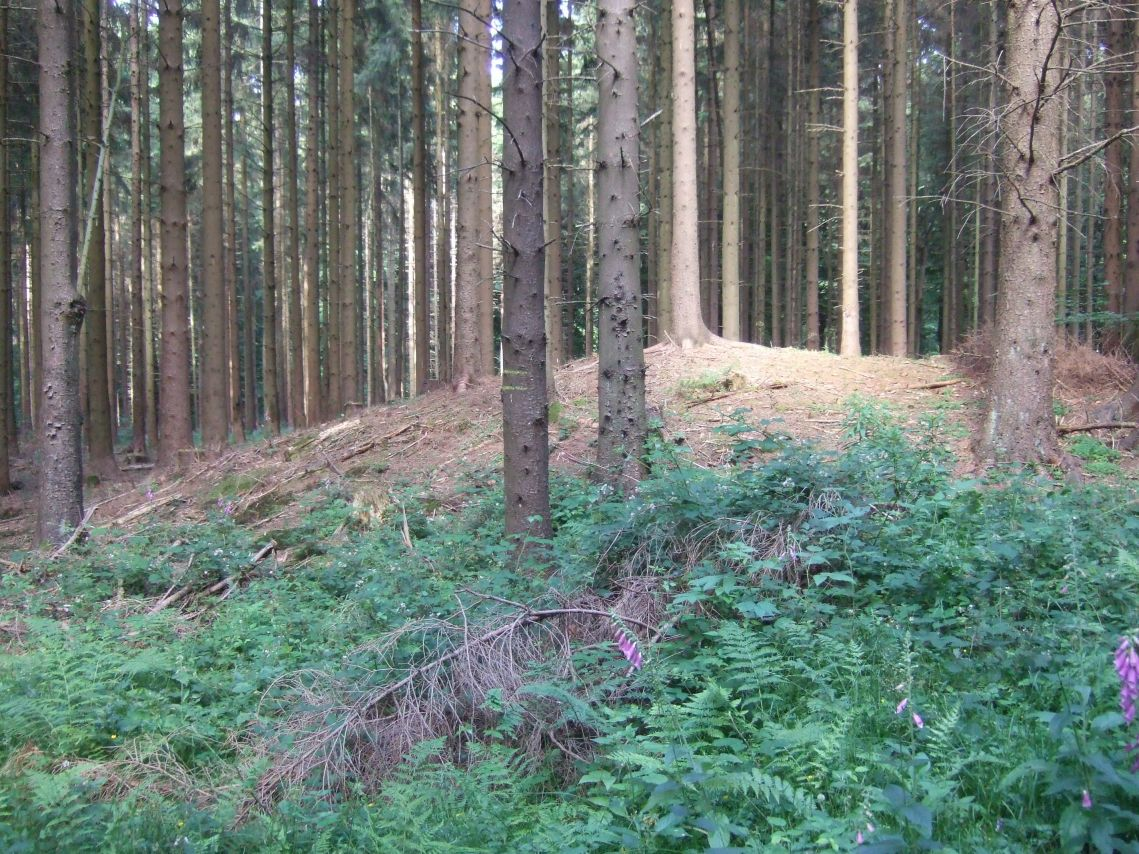
Hügelgrab
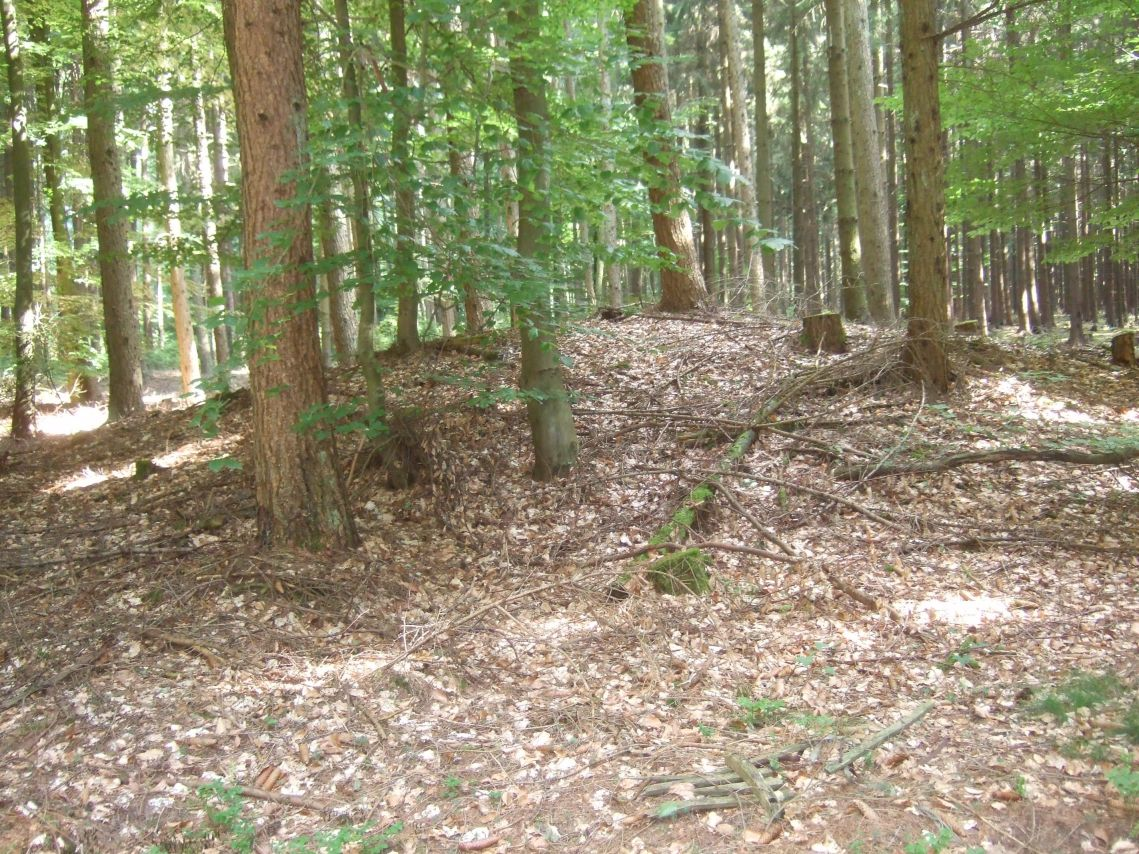
Hügelgrab
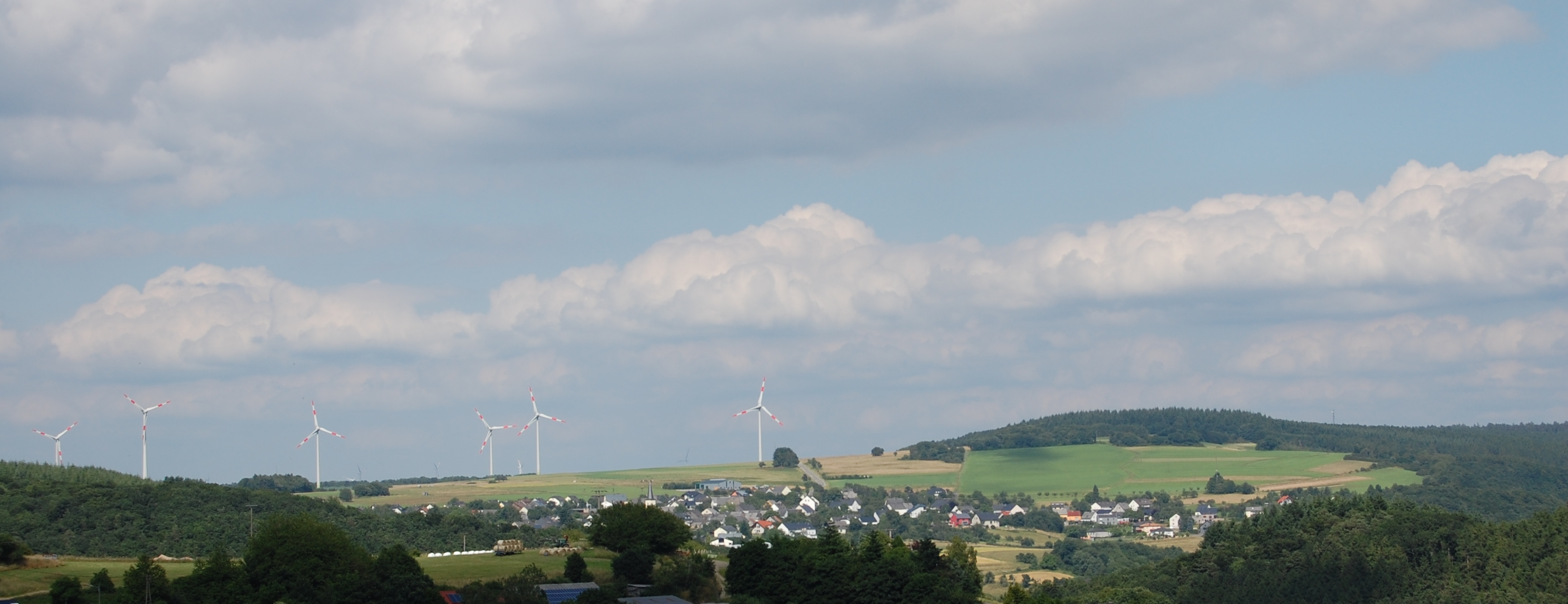
Blick auf Lorscheid